# 김선혜 (성우)
김선혜(1973년 9월 14일 ~)는 대한민국의 레전드 성우이자 배우다.

## 내력
- 신체 : 160cm, 48kg, AB형
- 1973년 8월 18일에 태어났다고 착각받아왔다. 음력 8월 18일(양력 9월 14일)생이었다는 것도 나중에 알려졌다고 한다.
- 한남대학교 불어불문학과 졸업생이며, 취미로는 발레를 한다고 한다.
- 2000년 4월, 입사 당시 28세로 동기 여자들 중 첫째이다.
- 2002년 전속 기간이 만료됐고, 2003년 프리랜서가 됐다.
- 성우로 활동하는 동안 딸 2명을 낳았지만, 명탐정 코난 녹음은 미리 해 놓아 성우가 교체되지는 않았다고 한다.

## 주요 출연작
- 굵은 글씨는 주연이다.

### 애니메이션
- 반지의 비밀일기 (KBS) - 변응심
- 명탐정 코난 (투니버스(2기~ ), (애니맥스 1기 재더빙) - 코난
- 야! 러그래츠 (재능방송) - 딜
- 아즈망가 대왕 (투니버스) - 변태식 아내
- 7인의 나나 (퀴니) - 나나링 / 멜로디 하니
- 개구리 중사 케로로 (투니버스) - 멜로디 허니
- 건퍼레이드 마치 (애니맥스) - 미부야 미오
- 건퍼레이드 오케스트라 (애니맥스) - 오쿄야마 아미
- 고래의 도약 (투니버스) - 소년
- 까이유의 이야기 나라 (투니버스) - 로지
- 고스트 바둑왕 (투니버스) - 오치
- 괴짜가족 (투니버스) - 퉁이 (스즈키 후구오)
- 그 남자 그 여자 (투니버스) - 이케다 유미
- 금색의 코르다 (애니맥스) - 아모우 나미
- 내 친구 드래곤 (EBS) - 생쥐
- 다오배찌 붐힐대소동 (KBS) - 배찌 / 우니
- 버블버블 마린 (EBS) - 의사 할머니
- 베베데빌 (투니버스) - 이 선생님
- 볼츠와 블립 (KBS) - 스티브 / 닥터블러드
- 쁘띠쁘띠 뮤즈 (KBS) - 나나 / 상태 엄마 / 진주
- 선계전 봉신연의 (투니버스) - 영봉
- 세토의 신부 (투니버스) - 제니가타 마와리
- 슈가슈가 룬 (투니버스) - 블랑카
- 신비한 별의 쌍둥이 공주 꼬옥! (투니버스) - 마치 / 탬버린 / 로즈마리 / 아슬리
- 아따맘마 (투니버스) - 남선남, 신여울
  - 새로운 아따맘마 (투니버스) - 남선남, 신여울
- 아프리카 마법여행 (KBS) - 카보 / 요정 / 엄마
- 에어기어 (애니맥스) - 시무카
- 엔젤릭 레이어 (투니버스) - 기주희
- 은혼 (투니버스) - 사라(사루몽 키미요) / 하나노 아나운서
- 배틀짱 (투니버스) - 제랄드
- 작은 눈의 요정 슈가 (투니버스) - 시몬느 / 마리
- 천원돌파 그렌라간 (애니맥스) - 아디네
- 파워레인저 다이노썬더 (투니버스) - 잔느(마호로)
- 파워퀀텀맨 (KBS) - 루씨
- 허니와 클로버 (애니맥스) - 테시가와라 마와코
- 허니와 클로버 2기 (애니맥스) - 테시가와라 미와코
- 현시연 (애니맥스) - 카스카베 사키
- GO GO 다섯쌍둥이 (투니버스) - 진하얀 / 유리의 엄마
- GTO (투니버스) - 칸자키 우루미
- 카논 리메이크 (애니맥스) - 사와타리 마코토
- 쿵푸공룡수호대 (KBS) - 루시
- 투하트 (투니버스) - 천세연 / 강보라
- 트리니티 블러드 (투니버스) - 세스 나이트로드
- 호기심대장 삐악이 (KBS) - 삐악이
- DARKER THAN BLACK -흑의 계약자- (애니맥스) - 키리하라 미사키
  - DARKER THAN BLACK -유성의 제미니- (애니맥스) - 키리하라 미사키
- 나의 지구를 지켜줘 (투니버스) - 슈스란 / 다인
- 다!다!다! (투니버스) - 지혜수(텐치 나나미)
- 드래건 드라이브 (투니버스) - 유키노 마이코
- 따끈따끈 베이커리 (투니버스) - 소피
- 똑바로 가자 (투니버스) - 순정
- 록맨 에그제 (투니버스) - 롤
  - 록맨 에그제 스트림 (투니버스) - 롤 / 스라
  - 록맨 에그제 엑세스 (투니버스) - 롤
- 마법의 스테이지 팬시라라 (투니버스) - 권세라(유메노 미키)
- 합체용사 플러스터 (재능방송) - 데리
- 엘르멘탈 제라드 (투니버스) - 키아
- 달려라 이다텐 (투니버스) - 유우키(크리스)
- 정글은 언제나 맑음 뒤 흐림 (투니버스) - 웨다
- 마루코는 아홉살 (투니버스) - 타마
- 쿵야쿵야 (KBS) - 샐러리 쿵야
- 숲속의 전설 무시킹 (투니버스) - 피아
- 신의 괴도 쟌느 (투니버스) - 채영 엄마
- 우당탕탕 닥터지 (투니버스) - 한주미
- 가정교사 히트맨 리본 (투니버스) - 라르 미르치
- 하야테처럼! (애니맥스) - 카츠라 히나기쿠
- 학교괴담 (투니버스) - 마리아
- 하얀마음 백구 (SBS)
- 천하무적 크래쉬 비드맨 (KBS) - 강찬
- 매직키드 마수리 (KBS)
- 토리 고고 (KBS) - 토리 언니 도우리
- 오후의 초록가방 (KBS) - 오후
- 또봇 V (KBS) - 강태양
- 반짝반짝 캐치! 티니핑 - 믿어핑
- 신비아파트: 고스트볼의 비밀 (투니버스) - 마리오네트 퀸
- 도깨비언덕에 왜 왔니? (투니버스) - 로라 엄마
- 뛰뛰빵빵 구조대 (KBS) - 쉬퐁,빵빵
- 출동! 메가트레인 (투니버스) - 해바라기 / 트라이 Z
- 용이가 간다 (KBS) - 해치 할머니
- 나의 파트라슈 (투니버스) - 필립 엄마
- 아리아 디 오리지네이션 (애니맥스) - 아유미
- 오! 나의 여신님 ~싸움의 날개~ (애니맥스) - 힐드
- 파워스톤 (애니맥스) - 제인
- 빌리의 대모험 (투니버스) - 빌리
- 로봇전사 감마 (투니버스) - 가을 / 승우 엄마
- 마법소녀 프리티사미 (투니버스) - 마리
- 스피릿 오브 원더 - 미스 차이나 (투니버스) - 릴리
- 초광속 그랜돌 (투니버스) - 엄마
- 사이버시티 오에도 808 (투니버스) - 레미
- 천방지축 이나탁구부 (투니버스) - 순지
- GLASSY OCEAN (투니버스) - 소년
- 사막의 해적 캡틴 쿠파 (재능TV) - 큐피
- 바람의 성흔 (애니맥스) - 렌
- 이트맨 (투니버스)
- 이트맨 98 (투니버스) - 더스틴
- 왕도둑 징 (투니버스) - 휘노 / 이자라
- 체포하겠어 (투니버스)
- 엑스 드라이버 (투니버스) - 리사
- 무적왕 트라이제논 (투니버스) - 도무
- 최유기 리로드 (투니버스) - 은각
- 날아라 호빵맨 (투니버스) - 짤랑이
- 레터비 (투니버스) - 아리아
- 나루토 (투니버스) - 타유야
- 레이브 (투니버스) - 루비
- 탐정학원 Q (투니버스) - 여자 2
- 뷰티풀 조 (투니버스) - 실비아
- 사무라이 참프루 (투니버스) - 여자
- 몬스터 (투니버스) - 아이 4
- 메르헤븐 (투니버스) - 마르스
- 아가사 크리스티의 명탐정 포와로와 마플 (투니버스) - 바네사
- 조이드 (투니버스) - 루돌프 / 레이븐 엄마 / 여자 1
- 에어마스터 (투니버스) - 유리
- 레인 (투니버스) - 네이비 / 토니 / 민가연
- 꽃보다 남자 (투니버스) - 유리 / 어린 현수
- 멜티랜서 (투니버스) - 바넷사
- 바이스 크로이츠 (투니버스) - 쉔
- 울프스 레인 (투니버스) - 쉘 드그레
- 상상꾸러기 모나 (투니버스) - 릴리
- 은장기공 오디안 (투니버스) - 미루
- 떴다! 방울이 (투니버스) - 네로
- 미소의 세상 스페셜 (투니버스) - 한별
- 벤10 옴니버스 (카툰네트워크) - 그웬 테니슨
- 헌터X헌터 리메이크 (애니맥스) - 네온
- 웨딩피치 (투니버스) - 란포
- 흑마녀 나가신다 (투니버스)
- 매일엄마 (투니버스) - 개인
- 로봇트레인 RT (SBS, 투니버스) - 잔느, 베키
- 토리코 (카툰네트워크) - 티나 / 어린 써니
- 드래곤 에그(KBS) - 세라

### 극장판 애니메이션
- 명탐정 코난 극장판 - 코난
  - 명탐정 코난: 진홍의 연가 - 코난
  - 명탐정 코난: 제로의 집행인 - 코난
  - 명탐정 코난: 감벽의 관 - 코난
  - 명탐정 코난: 100만 달러의 오릉성 - 코난
- 극장판 포켓몬스터 베스트위시: 신의 속도 게노세크트 뮤츠의 각성《2014년》- 아쿠아 게노세크트
- 피카츄와 이브이☆프렌즈《2014년》- 에브이
- 풍뎅이뎅이 - 가얌이

### 영화
- 피아니스트의 전설 (SBS)
- 에볼루션 (SBS)
- 톰과 제리 - 제이콥슨(제니스 아헌)
- 벤10: 과거로의 질주 (카툰네트워크) - 그웬(헤일리 람)
- 벤10: 에일리언 스웜 (카툰네트워크) - 그웬(갤러드리엘 스틴맨)

### 외화
- 명탐정 코난 드라마스페셜 - 남도일에게 보내는 도전장 (투니버스) - 코난 / 리포터 / 여학생1
  - 명탐정 코난 드라마스페셜 - 남도일의 부활 (투니버스) - 코난 (후지사키 나오)
  - 명탐정 코난 드라마스페셜 - 괴조 전설의 수수께끼 (투니버스) - 코난
- 말괄량이 마법학교 (투니버스)
- 가면라이더 파이즈 (투니버스) - 치에

### CF
- LG전자 - 트롬세탁기
- 오뚜기 - 사골곰탕
- PCA생명
- 르노삼성자동차 - SM3
- 코리아나 화장품 - 자인
- 동화약품 - 까스활명수
- 삼성
- 롯데리아
- 유한양행 삐콤씨 광고출연

### TV방송
- 막이래쇼 (투니버스)
- 공통점을 찾아라 (SBS)
- TV비평 시청자데스크 (KBS)
- 출발! 모닝와이드 (SBS) - 고정 패널
- 그 겨울 바람이 분다 (SBS) - 낭송자(마지막회 출연) 역
- TV쇼 진품명품 (KBS) - 2015년 6월 14일 출연
- 아침마당 (KBS) - 2019년 7월 1일 출연
- 행복을 주는 사람 (MBC)
- 펜트하우스3 (SBS) - 박상미 역(특별출연)
- O'PENing - 목소리를 구분하는 방법 (tvN) - 은다해 어머니 역
- 마녀의 게임 (MBC) - 민선정 역

### 인터넷방송
- 희망방송의 두여자의 톡톡수다(http://www.hmn.or.kr/audio/talkwowan_board.asp%5B깨진+링크(과거+내용+찾기)%5D) - 성우 문남숙과 DJ로 활동하고 있다.

### 게임
- 루니아 전기 - 다크 에이르
- 삼국지 온라인
- 진삼국무쌍3 - 초선
  - 진삼국무쌍4 - 초선
- 사혼곡 - SIREN (PS2) - 야오 히사코
- 용기전승3 - 미카엘 / 물의 정령
- 메이플스토리 - 아란, 미르, 스우(팬텀 육성시 등장)
- 원신 - 감우(중국어:甘雨 (原神))
- 쿠키런: 킹덤 - 연금술사맛 쿠키
- 리버스: 1999 - 릴리아

### 뮤직비디오
- 서태지 9집 Quiet Night - Christmalo.win ... 마녀 역